# Troglodyte à face pâle
Cantorchilus leucotis
Espèce
Statut de conservation UICN

 LC  : Préoccupation mineure
Le Troglodyte à face pâle (Cantorchilus leucotis) est une espèce d'oiseau de la famille des Troglodytidae.
Son aire s'étend environ à travers la moitié nord de l'Amérique du Sud.

## Répartition et sous-espèces
Selon la classification de référence du Congrès ornithologique international (14.2, 2025) il se répartit en 11 sous-espèces :
- C. l. galbraithii  — ;
- C. l. conditus (Bangs, 1903) — île Coiba et archipel des Perles ;
- C. l. leucotis  — ;
- C. l. collinus  — ;
- C. l. venezuelanus  — ;
- C. l. zuliensis  — ;
- C. l. hypoleucus  — ;
- C. l. bogotensis  — ;
- C. l. albipectus (Cabanis, 1849) — plateau des Guyanes ;
- C. l. peruanus  — ;
- C. l. rufiventris  — .